# 3036 Krat
3036 Krat este un asteroid din centura principală, descoperit pe 11 octombrie 1937 de Grigori Neuimin.